# Leptoseris tubulifera
Leptoseris tubulifera är en korallart som beskrevs av Vaughan 1907. Leptoseris tubulifera ingår i släktet Leptoseris och familjen Agariciidae. IUCN kategoriserar arten globalt som livskraftig. Inga underarter finns listade i Catalogue of Life.